# لیتوول
لیتوول (به چکی: Litovel) یک منطقهٔ مسکونی در جمهوری چک است که در ناحیه اولومووتس واقع شده‌است.
 لیتوول  ۹٬۹۲۴ نفر جمعیت دارد.

## خواهرخوانده
شهرهای رووتسا، ویلیچکا و لیتو، لوسرن خواهرخوانده‌های لیتوول هستند.